# Valby Hegn
Valby Hegn er et lille skovområde mellem Helsinge og Valby i Nordsjælland. I skoven ligger der syv store langdysser fra den yngre stenalder. 
Valby Hegn indgår i Nationalpark Kongernes Nordsjælland. I 1994 blev flere områder i kanten af skoven i alt ca. 20 hektar af Valby Hegn udpeget som urørt skov. 